# Aleksander Sopliński
Aleksander Sopliński (Ciechanów, 25 de março de 1942 — 2021) foi um político polonês que serviu como membro do Sejm de 2005 a 2011 pelo partido Polskie Stronnictwo Ludowe (PSL).

## Morte
Em 20 de abril de 2021, o presidente do PSL, Władysław Kosiniak-Kamysz divulgou a morte do Sopliński.